# 2016 na literatura

## Prémios literários
- 20 de janeiro - Prémio Literário Vergílio Ferreira — João de Melo [1]
- 24 de fevereiro - Prémio Literário Casino da Póvoa — Javier Cercas [2]
- 21 de março - Prémio Literário Fundação Inês de Castro — Armando Silva Carvalho [3]
- 30 de maio - Prémio Camões — Raduan Nassar [4]
- 23 de junho - Premio Salerno Libro d’Europa — David Machado [5]
- 29 de junho - Grande Prémio de Conto-Camilo Castelo Branco — Teresa Veiga [6]
- 13 de outubro - Nobel de Literatura - Bob Dylan

## Publicações

### Janeiro
- Gonçalo M.Tavares - Uma Menina está Perdida no seu Século à Procura do Pai (Comp. das Letras) [7]
- Yann Martel - As Altas Montanhas de Portugal (Editorial Presença) [8]

### Fevereiro
- Inês Pedrosa - Desnorte [9]

### Abril
- Daniel Jonas - Bisonte (Assírio & Alvim) [10]

### Maio
- Aniceto Afonso e Carlos de Matos Gomes - A Conquista das Almas (Tinta da China) [11]
- Bernardo Santareno - Nos Mares do Fim do Mundo [12]
- Emiliano Fittipaldi - Avareza (Saída de Emergência) [13]
- Enrique Pinto-Coelho - Portugal das Maravilhas (Marcador) [14]
- John Banville - A Guitarra Azul [15]
- Luís Afonso - O Quadro da Mulher Sentada a Olhar para o Ar com Cara de Parva e Outras Histórias (Abysmo) [16]
- Maria de Fátima Bonifácio - António Barreto: Política e Pensamento (D.Quixote) [17]
- Rosa Montero - O Peso do Coração (Porto Editora) [18]
- Samar Yazbek - A Travessia (Nova Delphi) [19]
- Tatiana Salem Levy - Paraíso (Tinta da China) [20]
- Toni Morrison - Deus ajude a criança (Presença) [21]

### Junho
- Chuck Palahniuk - Clube de Combate (editora Marcador) [22]
- George Saunders - Dez de Dezembro (Itaca) [23]
- John Grisham - O Advogado Mafioso (Bertrand) [24]
- Júlio Verne - A Volta ao Mundo em 80 Dias (Guerra e Paz) [25]

### Julho
- Agustina Bessa-Luís - O Manto (Babel) [26]
- Bill Bryson - Crónicas de uma Pequena Ilha (Bertrand) [27]
- Charles Dickens - Tempos Difíceis (E-Primatur) [28]
- Joana Gorjão Henriques - Racismo em Português (Tinta da China) [29]
- João Leal - Terra Fresca (Quetzal) [30]
- Júlio Alves - O Grande Livro do Quiz (Manuscrito) [31]
- Katia Mecler - Psicopatas do Quotidiano (Casa da Letras) [32]
- Miguel Luz - Curso Intensivo para Sobreviveres à Escola (Manuscrito) [33]
- Miguel Pires - Lisboa à Mesa (Planeta) [34]
- Paul Bowles - À Beira da Água (Quetzal) [35]
- Ricardo Amorim e José Miguel Rodrigues - Quadro de Honra (Saída de Emergência) [36]
- Roger Crowley - Conquistadores – Como Portugal criou a Primeiro Império Global (Editorial Presença) [37]
- Rui Cardoso Martins - Levante-se o Réu Outra Vez (Tinta-da-China) [38]
- Slavoj Zizek - A Europa à Deriva (Objetciva) [39]
- Susana Neves - De Vento em Pipa [40]
- Vasco Pulido Valente - De mal a pior – Crónicas (1998-2015) (D. Quixote) [41]

### Agosto
- Bruna Lombardi - Jogo da Felicidade (Esfera dos Livros) [42]
- Carla Baptista - América, The Beautiful – Relatos de escritores portugueses (Tinta da China) [43]
- Eder & Susana Torres - Vai Correr Tudo Bem! [44]
- J.K. Rowling - Harry Potter e a Criança Amaldiçoada (Editorial Presença) [45]
- José Vilhena - Avelina, Criada para todo o Çerviço (E-Primatur) [46]
- L. S. Hilton - Maestra (Editorial Presença) [47]
- Maria João Lopo de Carvalho - Até que o amor me mate (Oficina do Livro) [48]
- Possidónio Cachapa - Eu Sou a Árvore (Companhia das Letras) [49]
- Raduan Nassar - Um copo de cólera (Companhia das letras) [50]
- Sabine Melchior-Bonnet - História do Espelho (Orfeu Negro) [51]
- Takashi Homma - The Narcissistic City (Mack) [52]
- William Shakespeare - MacBeth (Relógio d’Água) [53]

### Setembro
- Antonio Prata - Meio Intelectual, Meio de Esquerda (Tinta da China) [54]
- Gilles Lipovetsky - Da Leveza: Para Uma Civililização do Ligeiro (Edições 70) [55]
- John le Carré - The Pigeon Tunnel [56]
- Martin Ford - Robôs: A ameaça de um futuro sem emprego (Bertrand Editora) [57]
- Mathias Énard - Bússola (Dom Quixote) [58]
- Mia Couto - A Espada e a Azagaia [59]
- Paulo Rezzutti - D. Pedro IV – A História não contada (Casa das Letras) [60]